# Đàm Quang Trung
Đàm Quang Trung (* 12. September 1921; † 3. März 1995) war ein vietnamesischer General aus der Ethnie der Tai. Er diente im Indochina- und Vietnamkrieg.

## Leben
Dam Quang Trung trat 1939 der Kommunistischen Partei Indochinas bei. 1940 wurde er von den französischen Kolonialbehörden inhaftiert kam aber kurz danach wieder frei. Im September 1944 begann er mit dem Aufbau einer Guerilla an der Nordgrenze des Landes zu China. Im Dezember schloss er sich der kommunistischen Guerillabewegung an. Während der Augustrevolution 1945 diente er als Kompanieführer der Viet Minh bei der Machtübernahme in Thái Nguyên. Nach der Gründung der DRV übernahm er wieder ein Kommando über eine Kompanie war aber auch der leitende Offizier für die Spezialzone Hanoi. Während des Indochinakriegs stieg er zum Generalsrang auf. Von 1946 bis 1954 war er Befehlshaber der Inter-Zone V. Von 1953 bis 1954 war er stellvertretender Kommandeur der 312. Infanteriedivision.